# Marijci
Marijci ili Mari, prije Čeremisi (marijski: мари, марий, мары, маре, мере, мӓрӹ, ruski: Марийцы, черемисы) narod su iz grupe Povolških Finaca srodni Mordvinima. Sami sebe oni nazivaju Mari (=ljudi), pravoslavne su vjere, a do Drugog svjetskog rata bilo je još i nekrštenih. Njihovo područje prostire se između Vjatke i Vetluge, gdje im se danas nalazi rapublika Marij El. 
Marijci se dijele na Brdske Marijci[nedostaje izvor] na uzvisinama s južne strane Volge (ruski: Горные марийцы) i na Livadske[nedostaje izvor] ili Šumske Marijce[nedostaje izvor] (ruski: Луговые марийцы) koji su mnogo brojniji a nastanjeni su na šumovitoj sjevernoj obali Volge. Postoji i grupa Marijaca obično nazivanih Istočni Marijci[nedostaje izvor] (ruski: Восточные марийцы), danas većinom u Baškiriji, odnosno između Ufe i Kame, osobito uz Bjelaju, te u Tatarstanu i Udmurtiji. 
Ime Marijci povezuje se još sa starim plemenima koja spominje Jornandes u 6. stoljeću. Od 8 do 13. stoljeća oni su u bliskoj vezi s Povolškim Bugarima, a kasnije potpadaju pod Tatare, pa su nakon pada Kazanja 1552. došli u sklop ruske države. Otada i počinje njihovo pokrštavanje. Njima se ovo ne sviđa pa dio Marijaca u 17. stoljeću odseli podno Urala, gdje još možda ima nekrštenih Marijaca. 
Marijci su ratari (1897. 98,8 %). Brdskim Marijcima uz to je važno i pčelarstvo bez košnica; ribarstvo na rijekama s upotrebom mreža, osti i ograda u koje se riba treba satjerati. U lovu se služe zamkama, a do Drugog svjetskog rata još i lukom i strijelom. Osim navedenim poslom, Marijci se bave i splavarstvom, izgradnjom čunova i poslovima vezanim uz šumu, osobito obradom drveta, a i još možda paljenjem katrana. Žene su zabavljene tekstilnim poslom (konoplja, manje lan). Marijci su nekim svojim proizvodima nadaleko trgovali, to su: košare, tokovi za kose, sjekire i drugo.
Sela Marijaca su malena, raštrkana, ponekad dobro zaštićena zelenilom, tek kasnije su pod ruskim utjecajem zbijena. Kuće (pört) su brvnare s rubovima postavljenim unakrst, u većini slučajeva dvosobne, prizemlje je visoko, namijenjeno stoci a krovovi su pokriveni daskama. Gospodarskim objektima pripadaju i ljetna kuhinja (kúdê) s ognjištem u sredini, hambar (klät) na stupovima, staje za konje i goveda, suše i sušnica i parno kupatilo. Nošnja Istočnih Marijaca slična je tatarskoj i baškirskoj, dok su zapadni više pod ruskim utjecajem.
Marijci uživaju u slanim i kiselim jelima, osobito u tjestenini s raznim nadjevima (kógê'lê; Rusi ih zovu pirogi). Kêšál (rus. kysel') je jelo od ukiseljena brašna, a tu je i 'lapaš', kuhano kiselo mlijeko sa zobenim brašnom. Meso, konjsko i ovčje jede se samo na žrtvenim i vjerskim svečanostima. Od pića Marijci izrađuju pivo, medovinu i rakiju od slada i raži poznatu kao kumiška (ruski: Кумышка). 
Glazbeni instrumenti koje poznaju su rogovi od kore drveta, neku vrstu citre s 15 – 20 žica koje oni zovu küs'l'e, od gusly, koje ponegdje sviraju samo žene. Imaju i gajde.
Obitelji Marijaca su patrijarhatske, a nekoliko srodnih obitelji obično naseljavaju jedno selo koje nosi ime po njima. Žene nisu potpuno ravnopravne, i ne mogu sudjelovati na nekim svečanostima, a može biti i ustupljena, možda kojem rođaku dok je muž odsutan. Postoji i običaj da djevojke sakrivene u kući trubljenjem u rogove najavljuju da je u kući udavača spremna za udaju. Svadbe su im veoma svečane, a svatovske povorke kreću se na kolima. U starija vremena kod Marijaca je bilo i otmica, a za djevojku se davala otkupnina. 
Pogrebni su im običaji dosta zanimljivi, a neki podsjećaju i na slavenske. Mrtvaca skidaju s kreveta na slamu i čuva ga mrtvačka straža, dok se prilikom odlaska sprovoda na pragu kolje kokoš. Svoje mrtve Marijci odvode na saonicama, a nekada čak i po ljeti. Mrtvi na drugi svijet odlazi s popudbinom koja se sastoji od hrane, oruđa, posuđa i svega što će mu tamo trebati, dobije čak i štap, kojim se može braniti od bijesnih pasa. 
Marijci su mnogobošci, u prvom je redu Jumê, dobri nebeski bog čije ime znači 'nebo'. Tu je još cijeli niz duhova i božanstava (kod Brdskih Marijaca 70), svima im se prikazuju žrtve uz zamršeni ceremonijal. Poznati su šumski duhovi targêldêš, ovda, s nogama okrenutim natrag, oni su porijeklom od ljudi poginulih u šumi. Postoje još bogovi groma, munje, vjetra, oblaka, vezanih uz prirodu. Kod Marijaca, kao i kod Haida Indijanaca iz Britanske Kolumbije vjeruje se da sve stvari, sve živo i neživo ima dušu i sve su one žive. Svaka ta stvar ima posebnu dušu (ört) i potrebno joj je iskazivati poštovanje. 